# Олесь Досвитный
Оле́сь Досви́тный (укр. Олесь Досвітній; наст. имя и фам. Александр Фёдорович Скрипаль-Мищенко, укр. Олександр Федорович Скрипаль-Міщенко; 1891—1934) — украинский писатель, сценарист и прозаик, редактор.

## Биография
Родился в многодетной семье мелкого лавочника. С самого детства был приучен к самостоятельности и трудолюбию, за два года закончил земскую четырёхлетнюю школу и стал работать писарем земской управы.
Захваченный революционным подъёмом 1905 года, лично участвовал в общественных событиях, выступая с корреспонденциями в местной печати, а также в киевской газете «Рада». За что, вероятно, его и освободили от должности. Ища другой заработок, в то же время настойчиво занимался самообразованием, чтобы получить аттестат зрелости. Сдав экстерном экзамены, поступил на физико-математический факультет Петербургского университета.

## Пропагандистско-агитационная деятельность
За участие в революционных кружках и распространение нелегальной литературы исключён из университета. Вернулся домой и устроился на сахароварню. Во время Первой мировой войны служил писарем в штабе Кавказского корпуса.
После двух лет службы, за подстрекательство солдат приговорён военно-полевым судом к высшей мере — расстрелу. Однако ему удаётся бежать из-под ареста и эмигрировать. Через Киргизию, Китай, после изнурительных испытаний добрался до Сан-Франциско, а после революции вернулся на Украину.
В 1918 году по поручению Харьковского ревкома проводил агитационную работу среди немецких, деникинских и гетманских войск, доказывая новым товарищам свою преданность революционным идеалам. В 1919 году вступил в ряды Коммунистической партии, выполнял ряд ответственных поручений партии и Украинского Советского правительства. Одна из важнейших среди них — работа во Временном Комитете Компартии Восточной Галиции и Буковины: сначала в Киеве, затем — в глубоком подполье на территории Галиции, захваченной Польшей. В Киеве в течение нескольких месяцев возглавлял партийное пресс-бюро и печатный орган Временного комитета — газету «Галицкий коммунист». Основным заданием коммунистической организации, а следовательно, и её газеты, было опровержение посягательств Польши на Западноукраинские земли, развенчивание галицко-буковинского правительства, призывы к борьбе за воссоединение с Советской Украиной. Содержание и характер публицистическо-пропагандистской деятельности Досвитного иллюстрируют его многочисленные публикации. Во время наступления на Киев войск Деникина, а в дальнейшем и Петлюры, перешёл на подпольное положение.
Вместе с женой, Марией Курской-Досвитной, в числе других профессиональных пропагандистов и организаторов поехал в Галицию, где действовало западноукраинское и польское подполье. Однако как следует развернуть запланированную работу не удалось. В результате деятельности провокатора группа Досвитного оказалась в руках польской дефензивы. Сидел в тюрьмах Люблина, Варшавы. Позже эти события легли в основу его романа «Нас было трое» (1928).
В январе 1920 года в тюрьме написал свой первый рассказ — «Раскаяние». После семи месяцев заключения был освобождён в результате обмена пленными между польской и советской сторонами.

## Возвращение на Украину
В марте 1920 года вернулся на Украину. Был политкомиссаром и главным редактором литературно-агитационного поезда «Большевик», редактировал газеты «Хлеб и железо», «Большевик в пути» (Лозовая), «Крестьянская правда» (Екатеринослав) и «Звезда» (Екатеринослав).
Отозванный в 1924 году ЦК КП(б)У из Екатеринослава в Харьков, возглавлял Украинское общество драматургов и композиторов.

## Творчество
Первая книга рассказов — «Раскаяние» и «Чья вера лучшая» — вышла ещё в 1920 году. В 1924 выходит новый сборник рассказов «Тюнгуй» (более позднее название — «Чжунгожень»), который получил широкую известность, при жизни автора четырежды переиздавался и переводился на русский язык. Досвитный становится членом близких ему писательских организаций: «Гарт», ВАПЛИТЕ, ВУСПП, а с 1932 года — после известного постановления ЦК ВКП(б) от 23 апреля «О перестройке литературно-художественных организаций» — членом Союза советских писателей.
На протяжении 1920-х годов находился в центре бурной литературной жизни. Из-под его пера, кроме публицистики, вышло много рассказов и повестей: «Алай» (1924), «Гюлле» (1926), «Заметки путешественника»(1929), «На плавнях», «Поймал», «Фигуры», «Серко» (1930), «На ту сторону» (1931), «Новеллы» (1932); романы — «Американцы» (1925), «Кто» (1927), «Нас было трое» (1929), «Кварцит» (1932). Его произведения переведены на русский, английский, немецкий и другие языки.
В то же время творчество писателя неоднозначно оценивалось критикой. Микола Хвылевой отдал должное Досвитному, назвав его оригинальным и поистине массовым (в хорошем смысле этого слова) художником. Александр Белецкий прежде всего отмечал тематическую новизну произведений Досвитного, которые расширили мир проблематики молодой украинской советской литературы. Даже во время острых политических противостояний и идеологических поединков Досвитный сумел избежать пропагандистских филиппик в адрес «загнивающего» Запада и «разложенной» украинской буржуазной эмиграции. Герои романов Досвитного всегда отмечены интересным индивидуальным характером, твёрдыми жизненными принципами и сформированным мировоззрением. Но, по мнению советских идеологических работников, подход писателя к описанию действительности коренным образом расходился с единственным методом социалистического реализма, что автоматически ставило Досвитного в разряд врагов народа.

## Репрессии
7 декабря 1933 года помощник уполномоченного следственной группы секретно-политического отдела ДПУ УССР Гольдман, рассмотрев материалы по обвинению Досвитного в «принадлежности к украинской контрреволюционной организации, которая пыталась свалить Советскую власть», постановил: «избрать мерой пресечения против избежания им суда и следствия содержания под стражей в спецкорпусе ДПУ». 19 декабря 1933 года Досвитный был арестован в Харькове. Следствие вел уполномоченный ДПУ УССР Грушевский, который к упомянутым обвинениям прибавил «участие в террористической деятельности, в частности подготовку покушения на Постышева». На очередном допросе 20 декабря 1933 года О. Досвитный «признал» себя причастным к контрреволюционной организации, а 10 января 1934 года обратился к следователю с заявлением, где осуждал свои преступления и просил дать возможность «преданной работой на социалистическом строительстве доказать свою преданность большому делу партии и Советской власти».
В обвинительном заключении следователь предложил судебной тройке отправить подсудимого в исправительно-трудовые лагеря на 10 лет. Заместитель прокурора ДПУ УССР наложил свою резолюцию, в которой предложил расстрел. Судебная «тройка» на закрытом заседании 23 февраля 1934 года поддержала «высшую меру социальной защиты». 3 марта 1934 года Коллегия ОДПУ оставила приговор без изменений.

## Реабилитация
На ходатайство жены писателя и по протесту прокурора военный трибунал Киевского военного округа 25 октября 1955 года упразднил постановление Коллегии ОДПУ от 3 марта 1934 года и прекратил дело из-за отсутствия состава преступления

## Кинематографические работы
В 1924—1929 гг. был главным редактором ВУФКУ (Харьков), одним из организаторов Ялтинской и Одесской кинофабрик.
Автор сценария фильма «Провокатор» (1927).

### На русском языке
- Да здравствует II-й Конгресс III-го Коммунистического интернационала! — [Б.м.]: агит. поезд «Більшовик», 1920. — 8 с.
- Тюн-гуй (Революционный Китай): Повесть / Пер. с укр. — Л.: Гос. изд-во, 1925. — 96 с.
- Миссионеры / Пер. с укр. Д. Выгодского. — Л.: Прибой, 1926. — 30 с.
- Тюнгуй / Пер. с укр. Д. Выгодского. — Л.: Прибой, 1926. — 61 с.
- Американцы: Соц. роман / Авториз. пер. с укр. Т. Шуба и Е. Коростовцева. — [Харьков]: Пролетарий, [б.г.]. — 322 с.
- Миссионеры: [Рассказ] / Пер. с укр. М. Берлянта. — [Киев, 1931]. — 28 с.
- Избранное / Пер. с укр. К. Трофимова; [Предисл. К. Сторчака]. — М.: Сов. писатель, 1957. — 418 с. Содерж.: Кто?; Кварцит; Франц и Иоганн.
- Кварцит: Роман; [В плавнях; Фриц и Иоганн]: Рассказы / Пер. с укр. К. Трофимова; [Вступит. статья М. Пархоменко]. — М.: Худ. лит., 1963. — 287 с.
- Нас было трое: Роман / [Пер. с укр. З. А. Савадовой-Досвитней; Вступ. ст. Ю. Смолича]. — Киев: Рад. письменник, 1966. — 285 с.
- Нас было трое: Романы, рассказы / Пер. с укр.; [Вступ. ст. В. Шевчука]. — М.: Худ. лит., 1990. — 396, [2] с. Содерж.: Романы: Кто?; Нас было трое; Рассказы: Фриц и Иоганн; В плавнях; Город развлечений; И Корея пробуждается.